# Eulonchus marginatus
Eulonchus marginatus är en tvåvingeart som beskrevs av Osten Sacken 1877. Eulonchus marginatus ingår i släktet Eulonchus och familjen kulflugor. Inga underarter finns listade i Catalogue of Life.